# Volker Schebesta

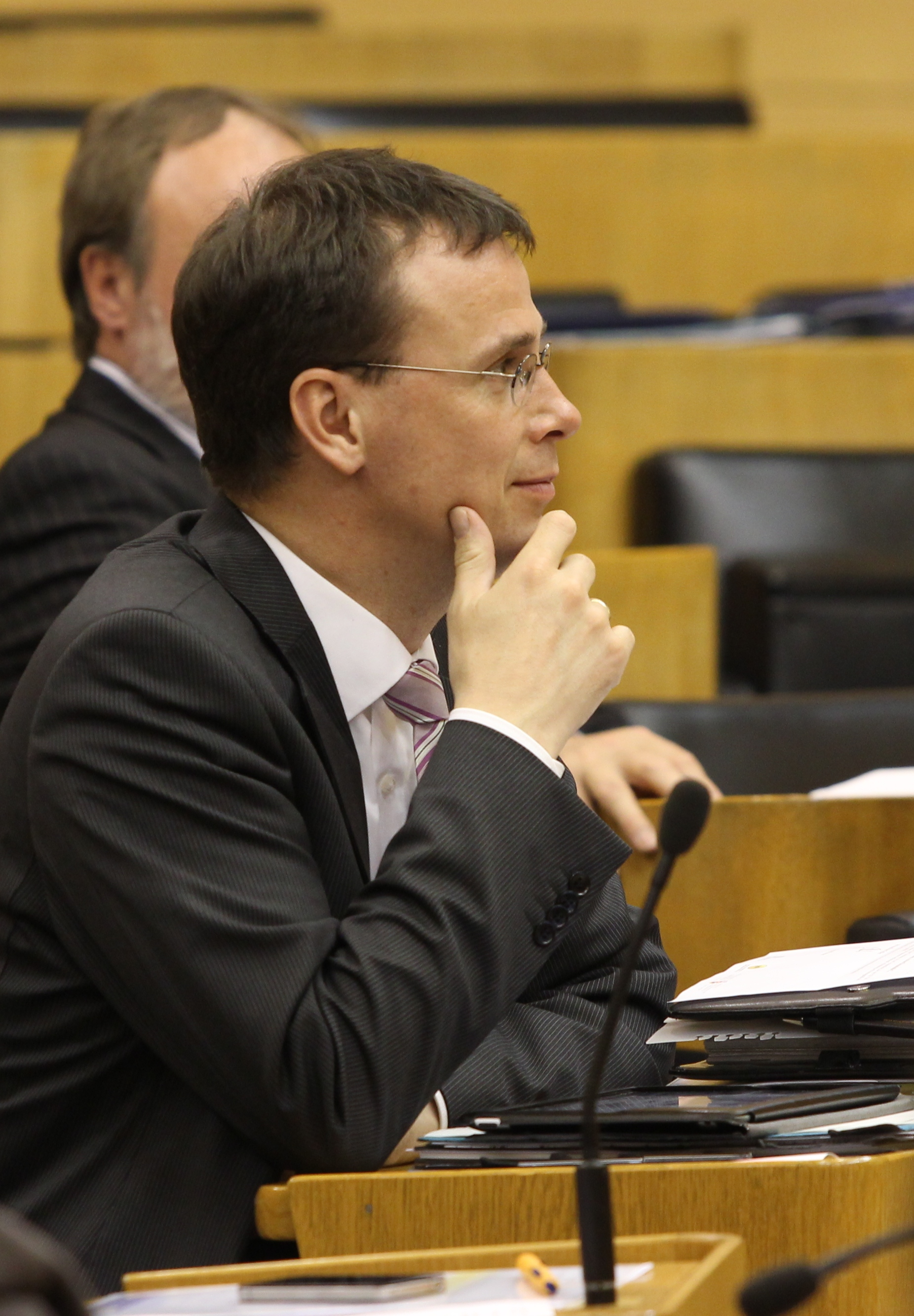
Volker Schebesta im Plenarsaal des Landtages von Baden-Württemberg, 2013

Volker Schebesta (* 13. Juni 1971 in Oberkirch) ist ein deutscher Politiker (CDU) und seit 2001 Mitglied des Landtages von Baden-Württemberg. Seit 2016 ist er Staatssekretär im baden-württembergischen Ministerium für Kultus, Jugend und Sport.

## Ausbildung und Beruf
Nach Abitur am Hans-Furler-Gymnasium in Oberkirch und Wehrdienst begann Volker Schebesta 1991 ein Studium der Rechtswissenschaften an der Albert-Ludwigs-Universität Freiburg, das er 1998 mit dem zweiten juristischen Staatsexamen abschloss. Von 1998 bis 2001 war er Regierungsassessor im Staatsministerium Baden-Württemberg und persönlicher Referent von Minister Christoph Palmer.

## Politische Tätigkeit
Volker Schebesta ist seit 2001 Vorsitzender des Kreisverbands Ortenau der CDU. Dem Landtag von Baden-Württemberg gehört er seit dem 17. April 2001 an, dem Beginn der 13. Wahlperiode. Er erhielt in der 13., 14. und 15. Wahlperiode jeweils das Direktmandat des Wahlkreises Offenburg. Zur 16. Wahlperiode 2016 verlor er zwar das Direktmandat an den Grünen Thomas Marwein, kam aber mit einem Zweitmandat erneut in den Landtag.
Mit Amtsantritt der grün-schwarzen Landesregierung im Mai 2016 wurde er als Staatssekretär ins Kultusministerium unter Ministerin Susanne Eisenmann berufen. Bei der Landtagswahl 2021 konnte er erneut über ein Zweitmandat in den Landtag einziehen. Auch im Kabinett Kretschmann III ist er weiterhin Staatssekretär im nun grün-geführten Kultusministerium unter Ministerin Theresa Schopper.

## Zitate
„Wer gegen einen islamischen Unterricht in den Schulen argumentiert, der zündelt mit der Fortexistenz des christlichen Religionsunterrichts.“

## Privates
Schebesta ist verheiratet und hat vier Töchter. Er ist römisch-katholischer Konfession.